# Pandalus hypsinotus
Pandalus hypsinotus (лат.) — вид десятиногих раков из инфраотряда настоящих креветок (Caridea). Один из самых крупных представителей креветок рода Pandalus. Длина тела может достигать 24 см, а продолжительность жизни — 7 лет. Pandalus hypsinotus широко распространён на шельфе северной части Тихого океана (от севера Японии до Пьюджет-Саунд в Северной Америке). Как правило, обитает на глубине от 5 до 501 метра, однако изредка встречается в приливно-отливной зоне.